# Isla Sesambre
Isla Sesambre är en ö i Chile.   Den ligger i regionen Región de Magallanes y de la Antártica Chilena, i den södra delen av landet, 2 500 km söder om huvudstaden Santiago de Chile. Arean är 0,21 kvadratkilometer.
Terrängen på Isla Sesambre är platt. Öns högsta punkt är 44 meter över havet. Den sträcker sig 0,5 kilometer i nord-sydlig riktning, och 0,6 kilometer i öst-västlig riktning.